# بيل هيغينز (لاعب كرة قاعدة)
بيل هيغينز (بالإنجليزية: Bill Higgins)‏ هو لاعب كرة قاعدة أمريكي، ولد في 4 ديسمبر 1859 في كامدن في الولايات المتحدة، وتوفي في 25 أبريل 1919 في Farnhurst, Delaware ‏ في الولايات المتحدة.

## وصلات خارجية
- بيل هيغينز على موقعبيزبول رفرنس.كوم (الدوري الرئيسي) (الإنجليزية)
- بيل هيغينز على موقعبيزبول رفرنس.كوم (الدوري الثانوي) (الإنجليزية)